# Dilexit nos
Dilexit nos, Sull’amore umano e divino del Cuore di Gesù Cristo, è la quarta e ultima enciclica di papa Francesco, scritta nel suo dodicesimo anno di pontificato e pubblicata il 24 ottobre 2024.
È la quarta enciclica dedicata al tema della devozione al Sacro Cuore di Gesù, dopo l'Annum Sacrum  di Leone XIII, la Miserentissimus Redemptor di Pio XI e soprattutto la Haurietis aquas di Pio XII.
Essa è una raccolta di testi magisteriali sulla devozione al Sacro Cuore di Gesù. Il testo è stato pubblicato in occasione del 350º anniversario dell'apparizione privata del Sacro Cuore di Gesù a santa Margherita Maria Alacoque.
Con una spiritualità segnata dall'influenza della Scuola francese e della Compagnia di Gesù, l'enciclica è una continuazione dell'etica sociale affrontata da Francesco nel corso del suo pontificato. Mediante il tema dell'amore di Cristo, si propone anche di essere una riflessione sulle difficoltà del mondo di oggi.
L'uscita del documento in autunno era stata annunciata in Piazza San Pietro al termine dell'udienza generale del 5 giugno 2024, mese dedicato al Sacro Cuore di Gesù.
La promulgazione era inizialmente prevista per giugno, mese dedicato al Sacro Cuore di Gesù, e poi è stata rinviata al 24 ottobre, alla fine del mese missionario.

## Contenuto
Il titolo completo del documento è Lettera enciclica Dilexit Nos del Santo Padre Francesco sull'amore umano e divino del Sacro Cuore di Cristo. Il documento invita a superare la frammentazione dell'individualismo, preservando la dimensione comunitaria, sociale e missionaria della devozione al Cuore di Cristo, che rivela e conduce al Padre, rinviando anche ai fratelli e all'amore di Dio nel prossimo.
Come afferma lo steso incipit del documento, l'espressione latina Dilexit nos deriva da Romani 8,37 (Sed in his omnibus superamus propter eum qui dilexit nos), oltre a riferirsi anche a Giovanni 15, 9.12 e a 1 Gv 4,10.
La maggior parte del testo di 130 pagine si concentra sulla devozione al Sacro Cuore di Gesù, un movimento spirituale che si è diffuso nel XVII secolo e che ha smarrito gradualmente parte della propria vitalità fino a giungere al XXI secolo. Tale testo è in linea con i temi sviluppati da papa Francesco fin dall'inizio del suo pontificato, in particolare con il desiderio di riabilitare la pietà popolare, che egli considera una forma di teologia. Il Papa incoraggia i fedeli a non confinare questa devozione in un ambito individuale e a preservarne il carattere comunitario.

## Struttura
L'enciclica è composta da cinque capitoli.
Il primo capitolo è intitolato L'importanza del cuore e occupa i paragrafi da 2 a 31. Il Papa invoca il Cuore di Gesù:
(Dilexit nos, n. 31)
Il secondo capitolo è intitolato Gesti e parole d'amore e occupa i paragrafi da 32 a 47, evocando l'amore di Cristo.
Il terzo capitolo si intitola Questo è il cuore che ha tanto amato e occupa i paragrafi da 48 a 91, esortando i fedeli ad adorare la totalità della Persona di Cristo mediante il culto del Suo Cuore.
Il quarto capitolo si intitola L'amore che dà da bere e occupa i paragrafi da 92 a 163, trattando delle ferite sulla croce e del costato trafitto, fonte di amore per l'umanità.
Il quinto capitolo è intitolato Amore per amore e occupai paragrafi da 164 a 216, ponendo l'accento sugli aspetti comunitari, sociali e missionari della devozione al Sacro Cuore di Gesù.
Gli ultimi tre paragrafi (da 217 a 220) contengono le conclusioni e propongono una breve preghiera.

## Analisi

### Aspetti spirituali
Paul Carpenter nota su La Croix che papa Francesco, che a volte si dice prenda le distanze dalla Francia, nella sua enciclica cita molti religiosi francesi o francofoni, tra cui diverse figure della Scuola francese di spiritualità, strettamente legate alla devozione al Sacro Cuore.r. Dilexit nos fa riferimento a Bernardo di Chiaravalle, Guglielmo di Saint-Thierry, Francesco di Sales, Giovanna di Chantal, Giovanni Eudes, che nell'ottobre 1672 istituì la Messa del Cuore di Gesù nelle comunità eudiste, Margherita Maria Alacoque, Claudio de La Colombière, Teresa di Lisieux, Charles de Foucauld e Michel de Certeau..
Molti di questi religiosi appartengono alla Compagnia di Gesù. In generale, scrive papa Francesco:
(DN 144)
Gli esercizi spirituali invitano i praticanti a "entrare nel cuore di Cristo", contemplando il Crocifisso..  Più specificamente, la pubblicazione di Dilexit nos è avvenuta in concomitanza del 350º anniversario della prima apparizione del Sacro Cuore a Margherita Maria Alacoque presso Paray-le-Monial, di cui il gesuita Claudio de La Colombière fu guida spirituale, prima di svolgere un ruolo decisivo nello sviluppo della devozione al Sacro Cuore di Gesù.. L'enciclica cita per nome i gesuiti che hanno affrontato questo tema nei loro scritti, tra cui Francesco Borgia, Pietro Favre e Alfonso Rodríguez. In effetti, la Compagnia di Gesù è consacrata al Sacro Cuore dal 1871, consacrazione rinnovata da Pedro Arrupe nel 1972 e nuovamente nel settembre 2024 da Arturo Sosa a Paray-le-Monial.
Negli ambienti ecclesiastici è stata descritta come il testamento spirituale del papa.

### Tematiche
Anche se a prima vista la Dilexit nos sembra non essere in linea con l'insegnamento di papa Francesco, questo documento riprende uno dopo l'altro i temi principali affrontati nelle precedenti encicliche negli ambiti della teologia morale, della dottrina sociale e dell'ecologia integrale.. In questo senso, le preoccupazioni espresse nell'enciclica per un "mondo disumanizzato" sono una sintesi dello spirito del suo pontificato.
Il suo desiderio di riabilitare la pietà popolare legata al Sacro Cuore di Gesù, di partire dal "senso della fede" dei "piccoli" e dall'amore di Cristo per gli umili (DN 154), è in linea con la corrente latinoamericana della Teologia del popolo spesso difesa da Francesco nelle sue dichiarazioni. Inoltre, ponendo la devozione al Cuore di Cristo come antidoto alle peregrinazioni "strutturali" delle società tecnologiche (DN 14, 84 e 218), egli denuncia il ruolo delle "strutture di peccato", un concetto proprio della Teologia della liberazione.
Queste "strutture di peccato", queste "strutture sociali alienate", derivano dal comportamento individuale (DN 183), motivo per cui mutare i cuori significa anche trasformare le strutture sociali. Quando il cuore di Cristo chiede ai credenti una "riparazione", questa offerta presuppone quindi anche un impegno sociale. Tuttavia:
(DN 183)
Si ha ancora la necessità di un'etica fondata sul "cuore amorevole di Gesù" (DN 182 e 183), nonché di reimparare a contemplare il mondo per salvaguardare la bellezza della creazione. Si tratta quindi di ricostruire "il bene e il bello", in unione con il Cuore di Cristo, "in mezzo al disastro lasciato dal male".
Nella sua conclusione (DN 217), Francesco pone esplicitamente questa meditazione sul Sacro Cuore in linea con le sue riflessioni sull'ecologia (Laudato si', 2015) e sulla fraternità umana universale (Fratelli tutti, 2020). La Dilexit nos non è dunque un documento "marginale", ma si pone al centro del pontificato di Bergoglio.